# سنيد كير
سنيد هيوستن كير (مواليد 30 أغسطس 1978) راقصة جليد اسكتلندية تنافس سابق مثلت بريطانيا العظمى تعاونت مع شقيقها 
جون كير في عام 2000. فازوا بالميداليات البرونزية الأوروبية مرتين (2009 ، 2011) وبطولة الوطنية البريطانية 2004-2010، احتلوا المركز العاشر في دورة الألعاب الأولمبية الشتوية 2006 في تورين ،إيطاليا والمرتبة الثامنة في دورة الألعاب الأولمبية الشتوية 2010 في فانكوفر ، كولومبيا البريطانية، كندا.